# Onar Onarheim
Onar Selmer Onarheim (* 15. Mai 1910 in Kvinnherad; † 2. April 1988 in Stord) war ein norwegischer Wirtschaftsfunktionär und Politiker der konservativen Partei Høyre. Vom 28. August 1963 bis zum 25. September 1963 war er der Fischereiminister seines Landes. In der Zeit von 1970 bis 1975 stand er dem norwegischen Industrieverband Norges Industriforbund vor.

## Leben
Onarheim war das älteste von zehn Kindern und besuchte nach dem Abschluss der Mittelschule im Jahr 1926 ein Handelsgymnasium. Von 1928 bis 1929 war er auf See tätig. Im Jahr 1937 wurde er Chemieingenieur. Anschließend durchlief er verschiedene Anstellungen als Chemiker und in der Fischmehl- und Heringsölproduktion in Nordnorwegen, Island und Westnorwegen. So war er unter anderem von 1939 bis 1943 Betriebsleiter der von seinem Vater gegründeten Heringsölfabrik. 1955 übernahm er die Geschäftsleitung einer Werft in Stord.
Zwischen 1945 und 1963 saß Onarheim im Fylkesting des damaligen Fylkes Hordaland. In der Zeit von 1947 bis 1964 sowie von 1979 bis 1983 war er zudem Mitglied im Kommunalparlament der Gemeinde Stord. Dabei fungierte er von 1954 bis 1964 sowie erneut von 1979 bis 1982 als Bürgermeister der Kommune. Bei den Parlamentswahlen 1961 und 1969 wurde Onarheim jeweils erster Vararepresentant, also Ersatzabgeordneter, für den Wahlkreis Hordaland im norwegischen Nationalparlament Storting. Als solcher kam er an 121 Tagen zum Einsatz.
Am 28. August 1963 wurde er zum Fischereiminister in der neu gebildeten Regierung Lyng ernannt. Er übte das Amt bis zum Abtritt der Regierung am 25. September 1963 aus. Später lehnte er es ab, erneut Minister zu werden.
In den Jahren 1970 bis 1975 arbeitete Onarheim als Generaldirektor der Akergruppen. Von 1970 bis 1975 war er Präsident des norwegischen Zweigs des Council of Builders of Large Ships Within EEC (CEBLS). Anschließend war er bis 1977 der Präsident des norwegischen Industrieverbands Norges Industrivorbund. Im Jahr 1984 wurde seine Autobiografie Min tørn veröffentlicht.

## Auszeichnungen
- 1965: Sankt-Olav-Orden (Ritter, 1. Klasse)
- 1974: Wasaorden (Kommandeur)
- 1976: Sankt-Olav-Orden (Kommandeur)